# Casa Hogaș din Roman
Casa Hogaș este o clădire situată pe strada Mihai Eminescu nr. 4, în municipiul Roman. Clădirea este monument istoric, înscrisă în lista monumentelor istorice din județul Neamț, având codul NT-II-m-B-10664.02.